# Florentino Alfaro Zamora
Florentino Alfaro Zamora (Alajuela, 15 de marzo de 1805 - 13 de diciembre de 1873) fue un militar y político costarricense. Se le recuerda especialmente por ser el comandante de las fuerzas de Costa Rica en la Batalla de Sardinal el 10 de abril de 1856, durante la Campaña Nacional de 1856-1857 contra los filibusteros de William Walker, entre otros hechos destacados.

## Datos personales
Nació el 15 de marzo de 1805 en Villa Hermosa, la que después sería la ciudad de Alajuela al recibir este título el 11 de noviembre de 1824. Fue el octavo y penúltimo hijo de Antonio Alfaro y María Damiana Zamora, y hermano del dos veces jefe de Estado de Costa Rica José María Alfaro Zamora.

## Carrera militar
Se dedicó a la carrera militar y en 1833 alcanzó el grado de subteniente. En 1834 fue ascendido a teniente y fue destacado en la tercera compañía del batallón de milicias del ejército de Costa Rica, la cual estaba bajo el mando de su hermano José María. Durante la Guerra civil de la Liga, que enfrentó entre sí a las cuatro ciudades más importantes del país, se distinguió en la batalla del puente sobre el río Virilla (19 de octubre de 1835), cuando salvó la artillería herediana de caer en manos de las tropas josefinas.
Tras la victoria de San José en la Guerra de la Liga, se le despojó del mando junto a muchos otros de los insurrectos, hasta que en 1836 ofreció sus servicios al jefe de Estado Braulio Carrillo para combatir la invasión nicaragüense en Guanacaste dirigida por Manuel Quijano. Bajo el comando del coronel Vicente Villaseñor, se le dio el mando de la caballería de la frontera con Nicaragua. Luego de estos eventos, por méritos se le ascendió a capitán y se le nombró comandante de la Plaza de Alajuela. Desempeñando este puesto se dio la invasión del general Francisco Morazán que derrocó a Carrillo. Cuando marchaba con 200 hombres a fortalecer la aduana de La Garita que comunicaba con Puntarenas, el general Villaseñor pactó una tregua con Morazán, siendo Alfaro uno de los firmantes del Pacto del Jocote, que finalmente llevó al derrocamiento de Carrillo.
Debido a su prestigio, Morazán lo conservó en el puesto de comandante de la Plaza de Alajuela, y en estas circunstancias se preparó para defender esta plaza de fuerzas carrillistas provenientes de San José. Tras los actos despóticos de los últimos días del gobierno de Morazán, en 1842 fue uno de los líderes de la insurrección popular contra éste, y el 12 de septiembre marchó con las fuerzas alajuelenses sobre San José para apoyar a las tropas de Antonio Pinto Soares, y tras 68 horas de crueles combates, Morazán fue derrotado y luego fusilado el 15 de septiembre de 1842.
En 1846, el entonces jefe de Estado José María Castro Madriz lo acusó a él y a su hermano José María de fraguar una conspiración en su contra, que nunca logró probarse. A pesar de ello, en 1847 estuvo confinado en Térraba por motivos políticos junto con su hermano José María Alfaro Zamora.
En 1856, durante la Campaña Nacional de 1856-1857 contra los filibusteros de William Walker, encabezó una expedición a la cuenca del río San Juan. El 10 de abril, sus tropas sostuvieron un combate contra los filibusteros que habían invadido Costa Rica en las márgenes del río Sardinal, afluente del río Sarapiquí. Los costarricenses vencieron y obligaron a los invasores a retirarse, pero sufrieron numerosas bajas y no pudieron continuar su avance. En dicho combate, Alfaro casi sufre la amputación de su brazo derecho, que fue salvado por la justa llegada de su hermano José María con el médico y naturalista alemán Alexander von Frantzius, aunque perdió casi por completo el uso de dicha extremidad. Tras la muerte de su hermano por la peste del cólera y terminada la epidemia, aún convaleciente volvió al mando de la plaza de Alajuela y reclutó mil hombres para marchar a Nicaragua. Finalizada la guerra, se le nombró gobernador de la provincia de Alajuela, y en 1858 se le condecoró con la Cruz de Honor y el grado de general de brigada.
Luego de la caída del gobierno de Juan Rafael Mora Porras, el gobierno de José María Montealegre Fernández lo conservó en el puesto de jefe de comandancia. En 1860, tras la batalla de La Angostura y a pesar de que siempre se declaró morista, fue uno de los miembros del tribunal militar que condenó a Juan Rafael Mora al fusilamiento. En 1861 se le nombró de nuevo gobernador de Alajuela, puesto al que renunció en 1863 debido a una enfermedad y a su edad avanzada, solicitando una pensión debido a su pobreza, la cual, por motivos políticos, no le fue concedida hasta 1868, por el presidente Jesús Jiménez Zamora.
Con el gobierno de su amigo el general Tomás Guardia, que había sido su subalterno, su situación económica mejoró. En 1870 se le dio de alta como general de disponibilidad, en 1872 volvió a ser gobernador de Alajuela, hasta 1873, cuando se le nombró de nuevo comandante de plaza de esa ciudad.

## Fallecimiento
Anciano e inválido, falleció en Alajuela, el 13 de diciembre de 1873.